# بیابان قره‌قیه
بیابان قره‌قیه (به قزاقی: Karagiye) یک بیابان در قزاقستان است که در استان مین‌قشلاق واقع شده‌است.